# David A. Johnston
David Alexander Johnston, född 18 december 1949, död 18 maj 1980, var en amerikansk geolog som arbetade för United States Geological Survey. Den 18 maj 1980 bemannade Johnston en observationsbas tio kilometer från vulkanen Mount Saint Helens när denna fick en explosionsartad eruption. Han var den första att rapportera utbrottet, och hans sista ord blev "Vancouver! Vancouver! This is it!" innan han och hans observationsbas sveptes iväg av de störtande bergsmassorna. Hans kropp återfanns aldrig.
Asteroiden 8663 Davidjohnston är uppkallad efter honom.

## Referenser

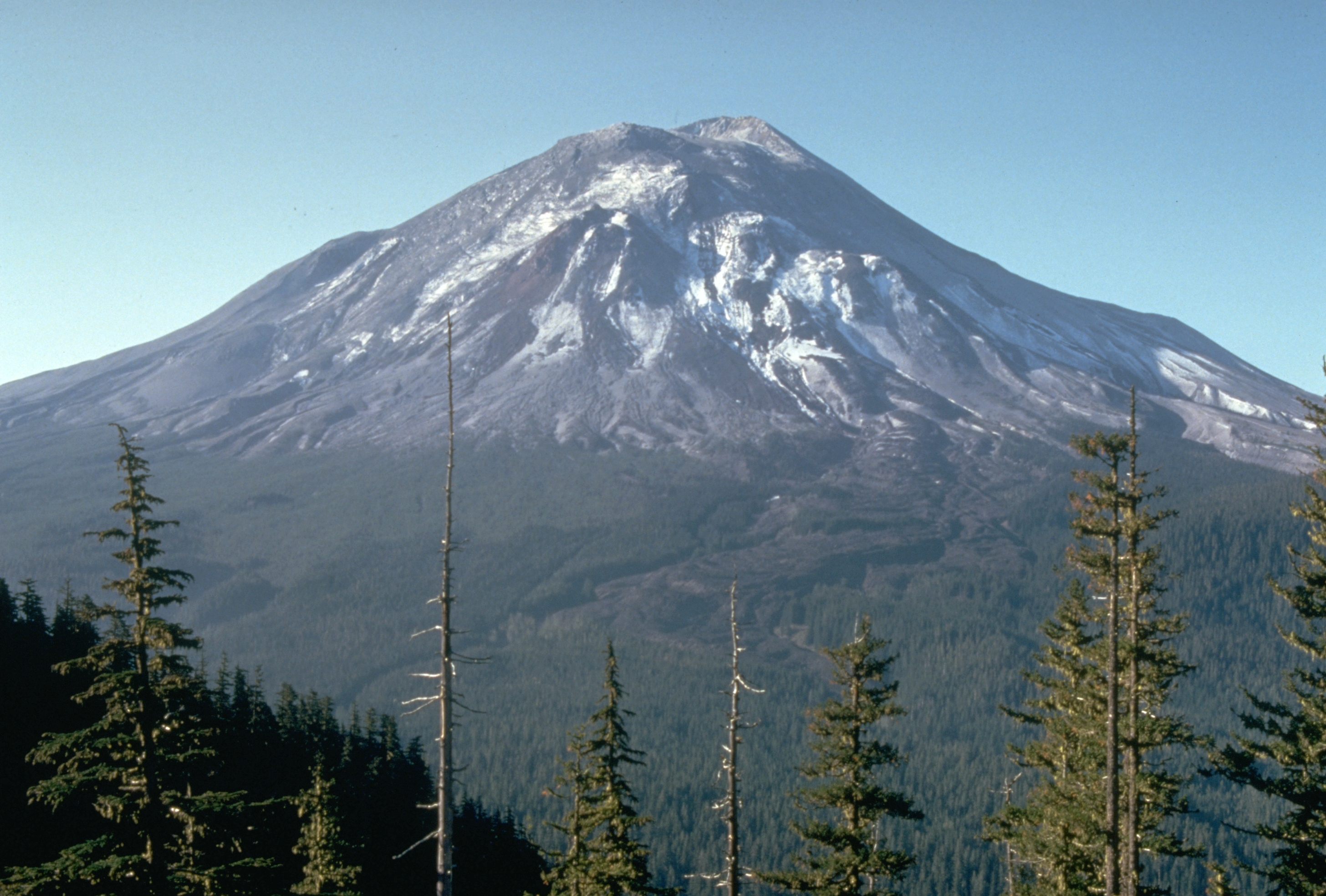
Mount Saint Helens 24 timmar innan eruptionen, sedd från samma punkt som på bilden ovan.